# 迪迪埃·范考韦拉特
迪迪埃·范考韦拉特（法語：Didier Van Cauwelaert，發音：[didje vɑ̃ kovlaʁt]；1960年7月29日—）是法國作家，出生于尼斯，具有比利時血統。1994年，他的小說《Un aller simple》榮獲龔古爾文學獎。